# Franz-Josef Glotzbach
Franz-Josef Glotzbach (* 8. Juni 1952) ist ein ehemaliger deutscher Politiker (CDU) und Staatssekretär im Ministerium für Bauwesen, Städtebau und Wohnungswirtschaft der DDR.

## Leben
Nach dem Abitur studierte Glotzbach Maschinenbau und erwarb einen Abschluss als Diplom-Ingenieur. Er war u. a. als Fachdirektor in der Kommunalen Wohnungsverwaltung Berlin-Treptow tätig. Glotzbach war Mitglied der DDR-CDU.
In der Regierung de Maizière wurde er 1990 zum Staatssekretär im Ministerium für Bauwesen, Städtebau und Wohnungswirtschaft ernannt.
Nach der deutschen Wiedervereinigung arbeitete er zunächst bei der Treuhandanstalt und wechselte dann in die Immobilienbranche. Er hatte mehrere Aufsichtsratsmandate bei Berliner Wohnungsbaugesellschaften inne.